# Nativa FM Adamantina
Nativa FM Adamantina é uma emissora de rádio brasileira sediada em Adamantina, município do estado do São Paulo. Opera no dial FM, na frequência 91.9 MHz, originada da migração AM-FM e é afiliada á Nativa FM.

## História
A Rádio Jóia, nasceu em 13 de novembro de 1987, a segunda emissora de rádio na cidade, sendo primeiro á Rádio Brasil AM 1510 kHz. Dois anos depois, foi adquirida pelo Grupo Jóia de Comunicação, a emissora fez uma revolução, substituindo todo o sistema analógico que era usada na época por computadores de ultima geração, o Grupo Jóia, também adquiriu antes á Rádio Brasil AM.
Adamantina se tornou referência em comunicação, com as duas emissoras AM da região.
Em 2014, o grupo solicita a migração AM-FM de suas duas emissoras AM. Em 2016, foi concluído, a construção da nova torre de 80 metros, que abrigaria á 93 FM e as duas migrantes do AM, o locutor Jonas Bonassa, que também é um dos sócios e locutor das emissoras, afirmou que a Rádio Jóia terá a maior potência e que iriam se afiliar á uma rede de nível nacional.
Em setembro de 2017, foi confirmado que a FM 91.9, que já estava em fase experimental, se afiliaria á Nativa FM.
No dia 01 de agosto de 2017, diferentes de outras afiliadas que estrearam ás 18h, a Nativa estreou pela primeira vez ás 11h, durante a abertura do programa "Tatá Com Tudo", apresentado por Thais Lima (que atualmente está na Band FM). Jonas Bonassa, também faz parte da programação, comandando as manhãs da emissora. No mesmo dia, foi desligado ás 12h, os transmissores da AM 930.